# Malpighiodes
Malpighiodes là một chi thực vật có hoa trong họ Malpighiaceae.

## Loài
Chi Malpighiodes gồm các loài: